# 사모안 웨딩
사모안 웨딩(Sione's Wedding)은 뉴질랜드에서 제작된 크리스 그레이엄 감독의 2006년 코미디 영화이다. 오스카 카이틀리 등이 주연으로 출연하였고 존 바넷 등이 제작에 참여하였다.

## 출연

### 주연
- 오스카 카이틀리
- 이아헤토 아 히

### 조연
- 심팰 렐리시
- 로비 마가시바
- 매들린 새미
- 데이비드 페인
- 나다니엘 리즈
- 데이빗 반 혼
- 켈슨 헨더슨
- 딜런 타비타
- 사라 와이즈먼
- 레이첼 길크리스트
- 고어레티 채드윅
- 플러 세빌
- 파시투아 아모사
- 아레니 터푸가

## 제작진
- 미술: 닉 바셋